# دریاچه کنوزرو

نمایی از حوضه رود اونگا

دریاچه کنوزرو (روسی: Кенозеро) یک دریاچه در استان آرخانگلسک کشور روسیه است.